# 自治体史
自治体史（じちたいし）とは、日本国の地方自治体（都道府県、市町村・特別区）の歴史について編纂した書物である。大阪市史が、日本で最初に編纂された自治体史。

## 概要
地方自治体のウェブサイトなどに、簡略な年表が記載されていることも多い。現在の地方自治体が成立する明治以前についても同様の地誌類や史書が存在するが、現在の自治体行政範囲内の歴史上の出来事を自治体史として取り扱う。
社会教育担当の部署が編纂、出版を担当し、地元書店や役場などで有料販売している他、地域の図書館や地元にキャンパスがある大学図書館に所蔵される。発行部数が少なく、ページ数も多いので高額であり、冊数が2以上であることが多い。
都道府県レベルではその地域の歴史について研究している歴史学者を編纂委員に迎え、時代や分野ごとに専門部会を設けて執筆分担し、「史料編」として先史時代の考古史料から近代までの地域に関係する史料を集成し、民俗や文化財に関しては別巻で扱うなどの構成を取る。史料集に関しては古代・中世の史料は網羅的に収録することが可能であるが、近世・近代期の史料は膨大であるため、選択的に収録されることが多い。また、編纂事業に際しては発掘調査や史料調査、調査の成果を紹介する専門誌の刊行も行われることがあり、新出史料の発見や新説の紹介に繋がるケースもある。
また、都道府県史レベルでも、担当した学者の学会では非主流の「独自の研究」に基づいて執筆されていることもあり、取扱には注意が必要である。また、「史料編」の取扱についても、掲出される史料のなかで自治体に関するところだけ抜粋されていることや、残存資料が膨大な近現代に関しては取捨選択が行われていること、史料自体や釈文が担当した学者の解釈であるなどの理由で、史料を検索するためには極めて有用ではあるが、利用には注意が必要である。